# Phascolosorex
Genre
Phascolosorex est un genre de mammifères marsupiaux de la famille des Dasyuridae.

## Liste des espèces
- Phascolosorex doriae (Thomas, 1886) - Souris marsupiale à ventre rouge.
- Phascolosorex dorsalis (Peters and Doria, 1876) - Souris marsupiale à bande dorsale.